# Campeonato Asiático de Atletismo de 2015 - Decatlo masculino
A prova do decatlo do Campeonato Asiático de Atletismo de 2015 foi disputada entre os dias 6 e 7 de junho de 2015 no Wuhan Stadium em Wuhan, na China. 

## Recordes
Antes desta competição, os recordes mundiais e do campeonato nesta prova eram os seguintes:
|                       | Nome           | Nacionalidade  | Pontos | Local  | Data                 |
| --------------------- | -------------- | -------------- | ------ | ------ | -------------------- |
| Recorde mundial       | Ashton Eaton   | Estados Unidos | 9.039  | Eugene | 23 de junho de 2012  |
| Recorde do campeonato | Dmitriy Karpov | Cazaquistão    | 8.037  | Pune   | 4 de julho de 2013   |
| Recorde asiático      | Dmitriy Karpov | Cazaquistão    | 8.725  | Atenas | 24 de agosto de 2004 |

## Medalhistas
| Ouro                   | Prata        | Bronze         |
| Akihiko Nakamura (JPN) | Guo Qi (CHN) | Hu Yufei (CHN) |

## Cronograma
Todos os horários são locais (UTC+8)
| Data       | Hora  | Evento                   |
| ---------- | ----- | ------------------------ |
| 6 de junho | 09:00 | 100 metros               |
| 6 de junho | 09:50 | Salto em distância       |
| 6 de junho | 10:50 | Arremesso de peso        |
| 6 de junho | 15:50 | Salto em altura          |
| 6 de junho | 18:40 | 400 metros               |
| 7 de junho | 09:00 | 110 metros com barreiras |
| 7 de junho | 09:40 | Lançamento de disco      |
| 7 de junho | 10:40 | Salto com vara           |
| 7 de junho | 14:30 | Lançamento de dardo      |
| 7 de junho | 16:10 | 1500 metros              |

## Classificação final
| Pos.              | Atleta               | Nacionalidade | 100 m | SD   | AP    | SA   | 400 m | 110 m C/B | AD    | SV   | LD    | 1500 m  | PG   | Notas |
| ----------------- | -------------------- | ------------- | ----- | ---- | ----- | ---- | ----- | --------- | ----- | ---- | ----- | ------- | ---- | ----- |
| Medalha de ouro   | Akihiko Nakamura     | Japão         | 10.68 | 7.35 | 11.39 | 1.98 | 47.47 | 14.40     | 33.84 | 4.60 | 52.82 | 4:26.49 | 7773 |       |
| Medalha de prata  | Guo Qi               | China         | 11.38 | 6.93 | 13.39 | 1.98 | 49.87 | 14.26     | 35.29 | 4.50 | 50.19 | 5:00.64 | 7289 |       |
| Medalha de bronze | Hu Yufei             | China         | 11.16 | 7.14 | 13.13 | 1.98 | 49.20 | 14.54     | 36.74 | 4.20 | 26.73 | 4:48.59 | 7042 |       |
| 4                 | Chen Xiaohong        | China         | 11.03 | 7.22 | 12.60 | 1.80 | 50.30 | 15.66     | 38.67 | NM   | 57.21 | 5:13.81 | 6380 |       |
| 5                 | Marat Khaydarov      | Uzbequistão   | 11.54 | 6.74 | 12.39 | 1.98 | 50.56 | 14.75     | 36.05 | NM   | 45.92 | 5:17.24 | 6159 |       |
| 6                 | Mohd Ahmed Al-Mannai | Catar         | 11.70 | 6.94 | 12.84 | 1.86 | DNS   | –         | –     | –    | –     | –       | DNF  |       |

Legenda
| Recorde mundial       | Recorde mundial (World record)               |                       | Recorde africano                      | Recorde africano (African) |                                           | Q | Classificado por posição (Qualified) |
| Recorde do campeonato | Recorde do campeonato (Championship record)  | Recorde da América    | Recorde da América (Americas)         | q                          | Classificado por melhor tempo (Qualified) |   |                                      |
| Melhor marca do ano   | Melhor marca do ano (World leading)          | Recorde asiático      | Recorde asiático (Asian)              | DNS                        | Não largou (Did not start)                |   |                                      |
| Recorde nacional      | Recorde nacional (National record)           | Recorde europeu       | Recorde europeu (European)            | DNF                        | Não terminou (Did not finish)             |   |                                      |
| Recorde pessoal       | Recorde pessoal do atleta (Personal best)    | Recorde da Oceania    | Recorde da Oceania (Oceania)          | DSQ / DQ                   | Desclassificado (Disqualified)            |   |                                      |
| Recorde da temporada  | Recorde da temporada do atleta (Season best) | Recorde sul-americano | Recorde sul-americano (South America) | NM                         | Sem marca (No mark)                       |   |                                      |